# Cyrtodactylus auribalteatus
Espèce
Cyrtodactylus auribalteatus est une espèce de geckos de la famille des Gekkonidae.

## Répartition
Cette espèce est endémique de la province de Phitsanulok en Thaïlande.

## Étymologie
Le nom spécifique auribalteatus vient du latin aurum, l'or, et de balteatus, ceinturé ou cerclé, en référence aux ceintures dorées de ce saurien.

## Publication originale
- Sumontha, Panitvong & Deein, 2010 : Cyrtodactylus auribalteatus (Squamata: Gekkonidae), a new cave-dwelling gecko from Phitsanulok Province, Thailand. Zootaxa, n. 2370, p. 53–64.